# Abborrasjö (Borgstena socken, Västergötland)
Abborrasjö är en sjö i Borås kommun i Västergötland och ingår i Göta älvs huvudavrinningsområde. Den 10 kilometer långa vandringsleden Fjällastigen passerar sjön.

## Galleri

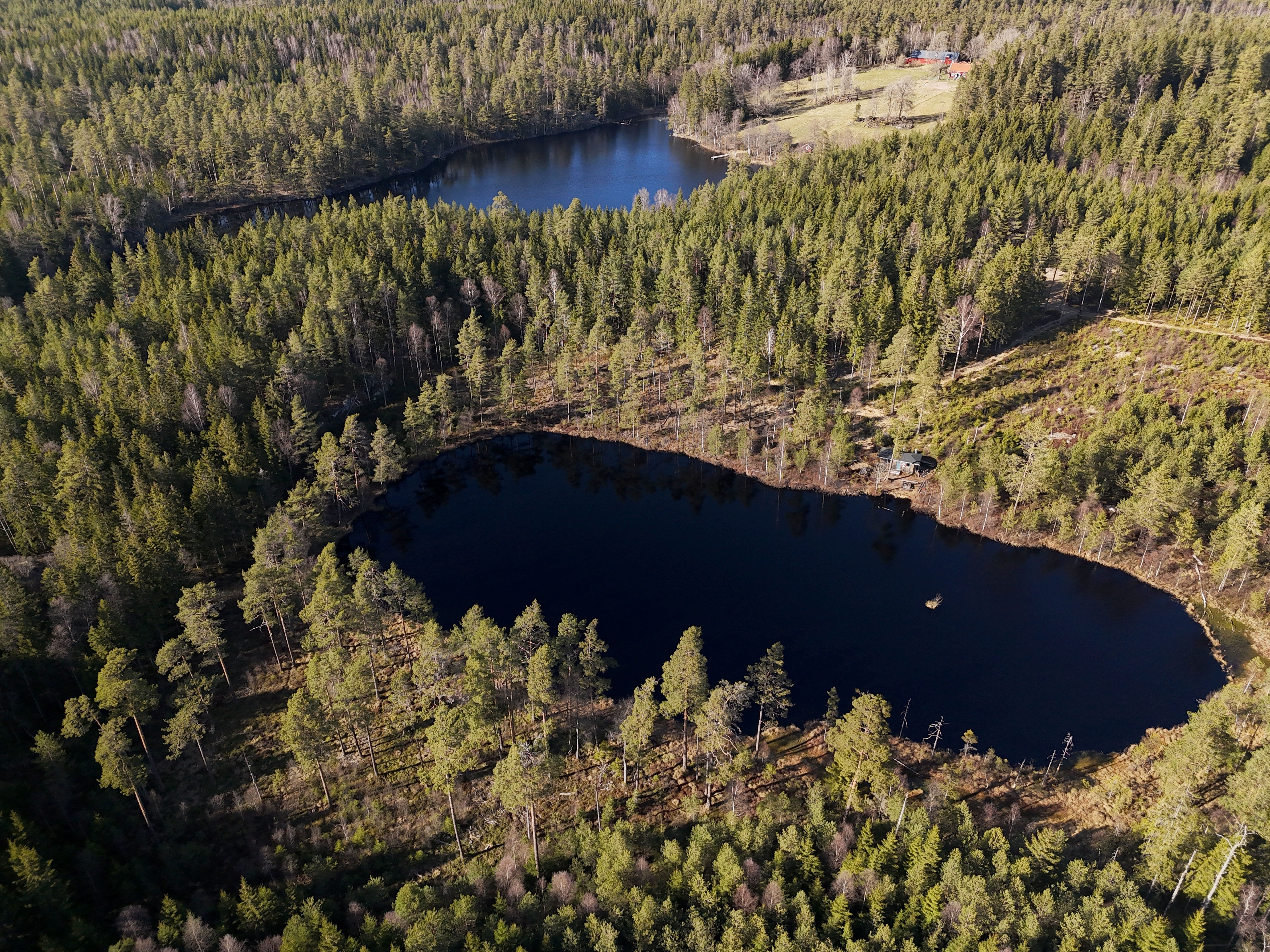
Abborrasjö och Hallasjö längre bort i bild.